# Вавричин Марія Григорівна
Вавричин (Старчак) Марія Григорівна (* 20.03.1935, с. Мшана, Польща — 28.12.2010, м. Львів) — історик, археограф, бібліограф, історик картографії. Науковий співробітник Львівського відділення Інституту української археографії та джерелознавства ім. М. C. Грушевського НАН України, член Комісії бібліографії та книгознавства Наукового товариства ім. Т. Шевченка в Україні, член Львівської обласної організації Всеукраїнського товариства «Лемківщина».

## Біографія
Із селянської родини, українка. Закінчила Львівське педучилище (1953), історичний факультет Львівського державного університету ім. І. Франка (1958).
Трудову діяльність почала 1958 р. коректором Щирецької районної газети. З 1980 р. працювала в ЛНБ АН УРСР ім. В. Стефаника завідувачем редакційно-видавничого відділу. Керувала виданням щорічних збірників праць, бібліографічних покажчиків. З 1993 р. — провідний археограф Львівського відділення Інституту української археографії та джерелознавства ім. М. С. Грушевського НАН України. Працювала над вивченням картографічної спадщини Г. Л. де Боплана. Підготувала до видання його Спеціальну карту України 1650 р. (у співавт.).
Активно виступала з лекціями перед населенням, брала участь у роботі науково-теоретичних семінарів, постійно подавала інформацію про них до журналу «Архіви України».
Роботу в ЦДІА УРСР у м. Львові почала з 1959 р. Працювала на посадах архіваріуса, наукового співробітника, завідувача відділу спеціальних історичних дисциплін (з 1976 р.), завідувача відділу публікацій і використання документів (з 1978 р.). Займалася удосконаленням фондів, каталогу архіву, створила ряд методичних посібників, зокрема: «Схему класифікації документів дорадянського періоду в систематичних каталогах держархівів України» (1976), опублікувала статті з джерелознавства та картознавства, виступала на республіканських нарадах і конференціях. Брала участь у підготовці документальних збірників: «Боротьба за возз'єднання Західної України з Українською РСР: 1917–1939» (1979), «Селянський рух на Україні: 1826–1849» (1985) та створенні експозиції Кабінетів спеціальних історичних дисциплін ЦДІА УРСР у м. Львові. Була вченим секретарем науково-теоретичного семінару спеціальних історичних дисциплін при архіві.
На «ІІ Всесоюзній конференції з історичної географії Росії», що проходила у Москві в листопаді 1980 р.  виголосила доповідь «Маловідомі карти України Г. Боплана» про віднайдену польським науковцем С. Гербстом збірку з 11 карт Боплана у фондах Ґданської міської бібліотеким (три з яких ми навели вище). У своєму виступі дослідниця охарактеризувала незнану картографічну спадщину видатного француза і докладно означила межі українських земель – так, як їх визначив картограф на кожній карті. Ці межі явно не збігалися із кордонами, які малювали в політично мотивованій історіографії московські історики тієї доби. Один із присутніх радянських професорів прямолінійно заявив: «Нам нужны границы Советского Союза, таких карт границ Украины не нужно». Для історикині цей виступ став рубіжним, поставивши її перед непростим вибором: або погодитися із «всесоюзним» баченням української історії, або відмовитися від написання вже затвердженої теми кандидатської дисертації «Картографічні джерела з історії України XV–XVII ст.», з якою була прикріплена до Інституту суспільних наук АН УРСР, і писати «в шухляду». Вона вибрала останнє. 

## Основні публікації
- Вавричин М. Комплекс карт України Ґ. Боплана та їх збереження в бібліотеках Європи // Картографія та історія України: Зб. наук. праць. — Львів; Київ; Нью-Йорк: Видавництво М. П. Коць, 2000. — С. 18—22.
- Ґійом Левассер де Боплан — картограф України (Вавричин М. Ґійом Левассер де Боплан — картограф України // Спеціальна карта України Ґійома Левасера де Боплана 1650 року / Упорядн. М. Вавричин, О. Голько; Ред. кол. Я. Дашкевич, Ю. Лоза, Р. Сосса. — Київ; Львів, 2000.).
- Україна на стародавніх картах. Кінець XV—перша половина XVII ст.. — Київ: ДНВП Картографія, 2006; упорядники М. Г. Вавричин, Я. Р. Дашкевич, У. Р. Кришталович. — 208 с.
- Україна на стародавніх картах. 2 том. Середина XVII — друга половина XVIII ст. — Київ: ДНВП Картографія, 2009; упорядники М. Г. Вавричин, Я. Р. Дашкевич, У. Р. Кришталович. — 224 с.